# Curvularia spinosa
Curvularia spinosa är en svampart som beskrevs av H.P. Srivast. & Bilgrami 1963. Curvularia spinosa ingår i släktet Curvularia och familjen Pleosporaceae.   Inga underarter finns listade i Catalogue of Life.